# Näsknölen
Näsknölen är ett naturreservat i Torsby kommun i Värmlands län.
Området är naturskyddat sedan 2009 och är 153 hektar stort. Reservatet omfattar sluttningar av Hamnäsberget och Näsknölen samt våtmarker i nordost. Reservatet består av gammal barrskog och barrsumpskog. 